# Dicranosepsis coryphea
Dicranosepsis coryphea är en tvåvingeart som beskrevs av Steyskal 1966. Dicranosepsis coryphea ingår i släktet Dicranosepsis och familjen svängflugor. Inga underarter finns listade i Catalogue of Life.